# Carshalton Athletic F.C.
Câu lạc bộ bóng đá Carshalton Athletic là một câu lạc bộ bóng đá Anh có trụ sở ở Carshalton trong khu Sutton của Luân Đôn. Hiện tại đội thi đấu ở Isthmian League Premier Division và có sân nhà là Sân vận động Thể thao Tưởng niệm Chiến tranh.

## Lịch sử

### Những năm đầu
Carshalton Athletic bắt nguồn từ việc có hai đội riêng biệt chơi trong khu vực Wrythe Green ở Carshalton vào đầu thế kỷ XX. Trong khi lịch sử của câu lạc bộ có từ khi thành lập Mill Lane Mission vào năm 1905, nó cũng công nhận tầm quan trọng của các quan chức, người chơi và những người ủng hộ Carshalton St Andrews trong lịch sử của nó.
Mill Lane Mission được tổ chức bởi cơ sở giải trí Mill Lane Mission dành cho các nam thiếu niên và bắt đầu chơi giao hữu vào năm 1903. Họ chính thức đăng ký với Surrey County FA vào tháng 9 năm 1905 và chỉ tiếp tục chơi các trận giao hữu cho đến năm 1906 khi họ gia nhập  Croydon & District League Division 2A. Trong suốt năm 1905 và 1906, các cuộc thảo luận đã được tổ chức với Carshalton St Andrews về việc hợp nhất.
Carshalton St Andrews được thành lập vào năm 1897 bởi cha sở của St Andrews, Revd. C.W. Cleaver và bắt đầu chơi ở Surrey County Herald League. Năm 1902, đội được thăng hạng lên Southern Suburban League Division 2 West. Họ đồng ý giải thể và hợp nhất với Mill Lane Mission vào năm 1906 nhưng không chính thức làm như vậy cho đến khi họ thực hiện các nghĩa vụ còn lại của mình vào cuối mùa giải 1907-08.
Trong khi đó, Mill Lane Mission đã đăng ký đổi tên với Surrey F.A. và bắt đầu chơi dưới tên Carshalton Athletic F.C. vào năm 1907. Trận đấu đầu tiên dưới cái tên này là vào ngày 7 tháng 9 năm 1907 trên sân nhà Wrythe Green trong trận giao hữu với Westbrook (Thornton Heath).
Màu sắc ban đầu của Carshalton Athletic là những màu được thừa hưởng từ St Andrews, người đã chơi với màu đỏ với sọc trắng..
Sau khi đổi tên, câu lạc bộ tiếp tục giành được những thăng hạng liên tiếp vào các năm 1908, 1909 và 1910 và được khen thưởng bằng việc bầu chọn vào Junior Division của Southern Suburban League. Trong thời gian này, câu lạc bộ đã đưa ra một đội dự bị và một đội Carshalton Wednesday giữa tuần (nhiều câu lạc bộ khác nhau thành lập những đội này để chơi sau khi các cửa hàng đóng cửa 'sớm' vào thứ Tư) và cả hai bên này đều hoạt động tốt - đội dự bị vô địch Croydon và District League Division 2A năm 1909 và Carshalton Wednesday là á quân trong giải Surrey County Midweek Cup đầu tiên.
Trước khi Chiến tranh thế giới thứ nhất bùng nổ, đã gặt hái được nhiều thành công hơn nữa ở cả giải đấu và cúp cấp cơ sở. Vào năm 1913, câu lạc bộ đã giành được chức vô địch Suburban League Division 1 West và mùa giải tiếp theo đã có thêm chức vô địch Suburban League Division 1 East. Trong cùng thời gian, họ cũng giành được Surrey Junior Cup, Surrey Junior Charity Cup và Croydon Charity Cup và là á quân tại London Junior Cup. Chiến tranh bùng nổ đã hạn chế thời kỳ thành công này và câu lạc bộ đã rơi vào thời kỳ hoạt động bị đình chỉ trong chiến tranh vì sân nhà của nó được chuyển giao cho mục đích sử dụng nông nghiệp.
Sau sự cải tổ của câu lạc bộ vào ngày 31 tháng 3 năm 1919, và sau khi chơi trên một số sân khác nhau, Carshalton Athletic cuối cùng đã chuyển đến ngôi nhà mới (và hiện tại) của họ ở Colston Avenue trong mùa giải 1920-21. Đây được xây dựng để tưởng nhớ những thành viên của câu lạc bộ đã mất mạng trong Chiến tranh.
Những năm giữa cuộc chiến là tương đối yên bình. Cúp bạc duy nhất mà câu lạc bộ giành được là Surrey Intermediate Cup, vào năm 1922 và 1932. Trong giải đấu, câu lạc bộ vẫn ở trong giải Southern Suburban League, về nhì vào năm 1922 trước khi trở thành thành viên sáng lập của Surrey Senior League vào mùa giải 1922-23. Đồng thời, câu lạc bộ đã đạt được danh hiệu câu lạc bộ cao cấp của Hiệp hội bóng đá và điều này cho phép Carshalton Athletic lần đầu tiên tham gia các giải đấu cấp quốc gia của FA và cúp cấp quận.

### Hậu chiến tranh và Corinthian League
Với những biến động của Chiến tranh thế giới thứ hai ở châu Âu, việc chuẩn bị cho bóng đá trở lại tại Colston Avenue bắt đầu vào năm 1945 với các đơn đăng ký tham gia London League (đội chính) Surrey League (đội dự bị) và tham gia giải cúp ở London Senior và Surrey Senior.
Câu lạc bộ không đăng ký tham gia FA Challenge Cup hay FA Amateur Cup vì cơ sở vật chất tại sân không đạt tiêu chuẩn cho các giải đấu này. Câu lạc bộ đã ưu tiên cải thiện tiêu chuẩn của sân và cơ sở vật chất để phù hợp với các trò chơi nghiệp dư cao hơn nhưng tất cả công việc này phải được tài trợ và thực hiện bởi các tình nguyện viên vì Hội đồng huyện địa phương không sẵn lòng giúp đỡ hỗ trợ những cải tiến này. May mắn thay, có thể tìm thấy các tình nguyện viên và các nhà tài trợ để có thể thực hiện công việc này. Công việc trên mặt đất được chứng minh là cần thiết vào mùa giải tiếp theo khi Carshalton Athletic được bầu vào Corinthian League, đã được thành lập vào năm trước, cho mùa giải 1946-47.
Một vài năm sau đó, phong độ vô định của giải đấu chỉ với những điểm nổi bật nhỏ trong các giải đấu cúp, mặc dù câu lạc bộ vẫn tiếp tục phát triển bằng chứng là kỉ lục số khán giả hơn 8.000 người thi đấu vòng loại thứ ba FA Challenge Cup với kình địch địa phương Tooting and Mitcham United. Phía sau hậu trường, câu lạc bộ đang thực hiện các bước để cải thiện cơ hội ra sân của câu lạc bộ bao gồm việc thuê huấn luyện viên cho tất cả các đội lần đầu tiên nhưng ủy ban câu lạc bộ đảm bảo rằng họ giữ được tiếng nói cuối cùng trong các quyết định lựa chọn.
Một giai đoạn tốt hơn bắt đầu với trận đấu đầu tiên Carshalton Athletic đấu với một đội bóng nước ngoài vào đầu mùa giải 1952-53. Hengelo từ Hà Lan là đối thủ trong trận giao hữu thường xuyên trong những năm sau đó. Carshalton tiếp tục giành chức vô địch Corinthian League với 3 điểm từ Hounslow Town vào cuối mùa giải và đội dự bị đứng thứ hai trong giải đấu của họ, 2 điểm sau Uxbridge. Mùa giải 1953-54 mang lại thành công hơn nữa khi Carshalton Athletic giữ được chức vô địch giải đấu, về đích trên Edgware Town 2 điểm, mặc dù thành công về cúp vẫn còn khó nắm bắt. Điều này đã được khắc phục phần nào trong mùa giải 1954-55 khi câu lạc bộ lọt vào trận chung kết của Surrey Senior Shield và tứ kết FA Amateur Cup lần đầu tiên trong lịch sử của họ (đây cũng là năm đầu tiên hai đội Corinthian League lọt vào vòng tứ kết). Mùa giải 1955-56 không có gì nổi bật trên sân cỏ nhưng đã chứng kiến những tiến bộ hơn nữa trên mặt đất khi thành công của Carshalton Athletic trong mùa giải gần đây được phản ánh qua quy mô của câu lạc bộ cổ động viên với hơn 2000 thành viên. Đây cũng là lần xuất hiện cuối cùng của câu lạc bộ tại Corinthian League khi mùa hè năm 1956 chứng kiến cuộc bầu chọn vào Athenian League.

### Athenian League
Trong 17 năm tiếp theo, câu lạc bộ thi đấu tại Athenian League với rất ít thành công, chưa bao giờ thực sự đe dọa đến chức vô địch giải đấu, và đứng cuối bảng hai lần (mùa giải 1959-60 và 1960-61). Thành tích tốt nhất của họ là vào mùa giải 1963-64 khi câu lạc bộ kết thúc mùa giải ở vị trí thứ ba. Đèn pha xung quanh mặt đất cuối cùng đã được dựng lên trên sáu giá treo vào năm 1967.
Đội đạt không nhiều thành công ở giải cúp. Lần đầu tiên xuất hiện trong trận chung kết Surrey Senior Cup là vào mùa giải 1957-58, mặc dù Dulwich Hamlet đã giành chiến thắng chung cuộc 1-0 và phải 31 năm nữa Carshalton Athletic mới xuất hiện trong trận chung kết một lần nữa. Cũng thành công ở FA Amateur Cup khi câu lạc bộ lọt vào tứ kết lần thứ hai vào các năm 1959-60. Trong cùng mùa giải, câu lạc bộ đã lần đầu tiên vô địch Southern Combination Cup, sau khi để thua trong trận chung kết ở mùa giải trước.

### Isthmian League 1973-2004
Vào mùa hè năm 1973, Carshalton Athletic cuối cùng cũng đạt được một suất thăng hạng khi họ được bầu làm thành viên sáng lập của giải đấu mới Isthmian League Division 2. Hai mùa giải đầu tiên đã chứng tỏ là một cuộc đấu tranh và trong lần thứ ba của họ, họ chỉ trượt thăng hạng khi đứng thứ ba. trong giải đấu. Ba năm phấn đấu đã được đền đáp trong mùa giải 1976-77 khi thăng hạng lên Isthmian Premier Division sau khi kết thúc với vị trí á quân của giải đấu trong một năm mà họ cũng giành được Surrey Senior Shield.
Sau khi thăng hạng ở giải đấu, câu lạc bộ đã bước vào một giai đoạn chật vật khác, không thể kết thúc ở nửa trên cho đến mùa giải 1987-88. Điều này trùng hợp với thời điểm bắt đầu những năm đầy biến động trong việc tổ chức sở hữu và điều hành câu lạc bộ cả trong và ngoài sân cỏ. Điều tốt nhất có thể mang đến cho những người ủng hộ trong giai đoạn này là một giải đấu cúp đơn độc khi câu lạc bộ lần đầu tiên lọt vào Vòng Hai của FA Challenge Cup trước khi thua đội Fourth Division Torquay United với tỉ số 4-1. Trong giai đoạn này Carshalton Athletic có tám người quản lý khác nhau và chỉ có sự bổ nhiệm cuối cùng của Billy Smith vào tháng 8 năm 1986 mới bắt đầu xoay chuyển tình thế của câu lạc bộ.
Kỷ nguyên Billy Smith đầu tiên kéo dài gần 9 năm và là thời kỳ thành công nhất trong lịch sử câu lạc bộ. Trong thời gian dẫn dắt câu lạc bộ, ông đã hai lần lọt vào Vòng 1 đúng đắn của FA Challenge Cup, 3 lần vô địch Surrey Senior Cup trong 4 năm vào chung kết 5 lần trong 7 năm, ghi nhận vị trí cao nhất từng có trong giải đấu tại kết thúc mùa giải 1988-89 và giành chức vô địch London Challenge Cup năm 1991. Giai đoạn này kết thúc khi Billy Smith rời sang phụ trách Kingstonian, và theo sau là sự thay đổi nhanh chóng của các huấn luyện viên.
Dưới thời John Rains, câu lạc bộ đã lọt vào vòng thứ ba của FA Trophy. Gary Kilby đã dẫn dắt họ đến vòng Một Cúp FA 1997-98, thất bại trước Stevenage Borough sau trận đá lại, và cựu danh thủ Gary Bowyer đã hai lần dẫn đầu cuộc chiến chống xuống hạng thành công. Năm 2000, khi câu lạc bộ gặp khó khăn nghiêm trọng về tài chính, quyền sở hữu được đổi chủ hai lần, Bowyer bị sa thải, câu lạc bộ bị phá hủy trong một cuộc tấn công đốt phá, và chủ nhà của khu đất, Hội đồng Sutton, đã đe dọa đuổi câu lạc bộ vì vi phạm hợp đồng thuê của họ. Vào cuối mùa giải đó, Carshalton bị xuống hạng ở Division One. Hai năm sau, Graham Roberts dẫn dắt đội đến chức vô địch Division One South, để thăng hạng lên Premier Division. Mùa giải tiếp theo, đội đứng thứ bảy, do đó đủ điều kiện tham gia giải Conference South mới.

### Conference South
Sau khi kế hoạch xây dựng lại mặt đất trị giá 12 triệu bảng bị thất bại, chủ tịch Steve Friend từ chức, theo sau là người quản lý Billy Smith. Dưới thời Jimmy Bolton, Carshalton vẫn giữ được vị trí của họ ở Conference South trong mùa giải 2004-05, nhưng vào mùa giải 2005-06, mùa giải 100 năm của câu lạc bộ, đội bị xuống hạng trở lại Isthmian League.

### Isthmian League 2006-nay
Carshalton kết thúc ở giữa bảng xếp hạng vào mùa giải 2006-07 nhưng mùa giải tiếp theo 2007-08 chứng kiến những kết quả ban đầu đáng thất vọng và kết quả là huấn luyện viên Dave Garland rời câu lạc bộ vào tháng 10 năm 2007. Huấn luyện viên đội đầu tiên Hayden Bird sau đó được bổ nhiệm nắm quyền dẫn dắt.
Hayden đã thực hiện một số bản hợp đồng cao cấp và có một cam kết đáng chú ý để chơi thứ bóng đá hấp dẫn, vượt trội nhưng Robins vẫn phải đối mặt với một cuộc chiến khó khăn khác để tồn tại ở Isthmian League Premier Division. Chỉ còn 7 trận nữa, câu lạc bộ đã được Paul Dipre mua lại, bơm đủ tiền để tăng cường đội hình trong nỗ lực tránh xuống hạng. Nó đi đúng hướng và thật kỳ diệu, kết quả ngày hôm qua ở những nơi khác đã giảm một cách hoàn hảo và chiến thắng trên sân nhà của Carshalton trước Tonbridge Angels là đủ để đảm bảo vị thế của đội.
Mùa giải 2008-09 là mùa giải đầu tiên đầy đủ quyền sở hữu mới. Các khu dự bị và cơ sở đã được trục lợi cho một học viện và khu cơ sở mới, các tòa nhà và cơ sở vật chất được nâng cấp, đội ngũ và nhân sự được thay đổi vào cuối mùa giải này, câu lạc bộ cũng đã thay đổi huy hiệu và màu sắc thi đấu từ màu hạt dẻ, sang màu đỏ. Trên sân, với sự hỗ trợ từ 31 bàn thắng của Richard Jolly, The Robins cán đích ở vị trí thứ 4, góp mặt trong trận bán kết play-off với Tonbridge Angels. Athletic Athletic giành chiến thắng 3-2 đầy gay cấn khi gặp Staines Town trong trận chung kết. Được tổ chức tại Wheatsheaf Park Ground của Staines, Carshalton đã tự mình chống lại Staines, người đã về thứ 2 trong mùa giải thường lệ. Đáng buồn cho The Robins, một quả phạt đền ở phút 85 đã bị thủ môn Louis Wells của Staines cản phá, và Scott Taylor đã ghi bàn ấn định chiến thắng trong hiệp phụ cho Staines.
Vào ngày 1 tháng 9 năm 2009, quản lý Hayden Bird từ chức huấn luyện viên đội một của câu lạc bộ; Ian Hazel được giao phụ trách tạm quyền. Vào ngày 10 tháng 9, câu lạc bộ đã thông báo việc bổ nhiệm cựu cầu thủ Carshalton, Francis Vines làm người thay thế lâu dài cho Bird..
Không lâu trước khi mùa giải 2010-11, Mark Butler được giao phụ trách câu lạc bộ. Sau nửa đầu mùa giải đầy hứa hẹn, kết quả của Butler đi từ tệ đến tệ hơn cho đến khi ông bị sa thải và ông chủ Paul Dipre lên thay. Đội đứng thứ 13.
Mùa giải 2011-12 như là một chuyến tàu lượn siêu tốc cho đội một. Dipre đã được cho là vô địch giải đấu trong mùa giải đầu tiên của mình, nhưng màn trình diễn đầy khó khăn ở giải đấu đã kết thúc ở vị trí thứ 16 kém cỏi. Bất chấp phong độ kém cỏi của giải đấu, có rất nhiều điều để ăn mừng ở FA Trophy với một trong những kết quả lịch sử nhất trong lịch sử câu lạc bộ khi họ đánh bại Lincoln City 3-1 tại Colston Avenue, Paul Vines đã ghi một hat-trick. Đội hình của Dipre cũng lần đầu tiên lọt vào bán kết của Surrey Senior Cup sau 20 năm.
2011-12 là một mùa giải thăng trầm đối với câu lạc bộ nói chung. Carshalton Athletic đã được trao giải thưởng Câu lạc bộ cộng đồng của năm và trở thành một trong những câu lạc bộ cộng đồng lớn nhất ở Vương quốc Anh với hơn 40 đội trẻ / thiếu niên trong đó có 7 đội nữ / nữ trẻ. Câu lạc bộ cũng xây dựng dựa trên nền tảng tài chính của mình bằng cách tăng doanh thu lên 430.000 bảng - tăng 300% trong ba năm. Dipre đã tặng cổ phiếu cho một số người ủng hộ.
Vào năm 2012-13, Dipre rời khỏi vị trí huấn luyện viên chỉ sau một chiến thắng trong sáu trận mở màn của câu lạc bộ. Huấn luyện viên Tommy Williams, cũng là một cựu cầu thủ của câu lạc bộ, đã cầm cương và chính thức nhận công việc này vào tháng 10 năm 2012.
Carshalton Athletic đã được trao ba giải thưởng câu lạc bộ cộng đồng trong suốt năm 2012 - Câu lạc bộ cộng đồng khu vực Đông Nam của năm, Câu lạc bộ cộng đồng FA Surrey của năm và Câu lạc bộ cộng đồng quốc gia FA của năm, giải sau được trao cho chủ tịch Frank Williams và sự phát triển thanh niên sĩ quan Paul Williams của cựu cầu thủ bóng đá chuyên nghiệp Chris Kamara và Martin Keown, cùng với người dẫn chương trình truyền hình Ben Shepherd.
Carshalton đứng thứ 21 ở giải Isthmian League Premier Division 2012-13, giải đấu mà thông thường đã chứng kiến độii xuống hạng. Tuy nhiên, một khoản trừ điểm và hậu quả là Thurrock đã giúp họ được đền đáp xứng đáng, giữ họ ở lại Isthmian Premier cho mùa giải 2013-14. Bất chấp sự tiếc nuối đó, câu lạc bộ đã kết thúc ở vị trí thứ 23 trong Isthmian League Premier Division 2013-14  và bị xuống hạng. Sau nhiều mùa giải ở Isthmian League South, câu lạc bộ cuối cùng đã giành được sự thăng hạng về phong độ, đăng quang chức vô địch Isthmian League South Division 2017-18  với chiến thắng 7-0 vào ngày cuối cùng của mùa giải; kết thúc mùa giải với 102 điểm 

## Kình địch
Các kình địch chính của Carshalton Athletic bao gồm  Sutton United, AFC Wimbledon (mặc dù AFC Wimbledon hiện cao hơn bốn hạng cao hơn trong hệ thống nên sự cạnh tranh không được người hâm mộ của họ đáp lại), Kingstonian, vàTooting & Mitcham.
Carshalton có sự cạnh tranh gay gắt với người hàng xóm gần nhất của họ là Sutton United vì cả hai đều có trụ sở tại Khu Sutton của Luân Đôn. Trong suốt lịch sử của hai câu lạc bộ, các trận 'Derby' đã diễn ra ở cả Isthmian League và Conference South, và luôn thu hút hơn 1.000 người.

## Sân vận động
Carshalton Athletic chơi các trận đấu trên sân nhà của họ tại Sân vận động Thể thao Tưởng niệm Chiến tranh nằm ở Colston Ave, Carshalton, Sutton.
Từ khi thành lập Mill Lane Mission cho đến năm 1906, câu lạc bộ đã chơi trên sân được thuê ở Carshalton Park và chuyển đến sân ở Wrythe Recreation Ground (và sử dụng quán rượu Cricketers đối diện làm 'câu lạc bộ') khi họ tham gia Croydon & District League. Ở đây chúng vẫn tồn tại cho đến khi chiến tranh bùng nổ vào năm 1914. Trong chiến tranh, nhiều không gian mở và công viên được sử dụng cho mục đích nông nghiệp, điều đó có nghĩa là khi bóng đá cuối cùng hoạt động trở lại vào năm 1919, sân cũ cần được san bằng và trồng lại bằng cỏ và do đó không thể sử dụng. Một khu đất tạm thời đã được một người làm vườn ở chợ tên là G. Mizen cho câu lạc bộ mượn, ở nơi được gọi là Công viên Culvers (nay được bao phủ bởi nhà ở là Đại lộ Culvers) và chính tại đây, câu lạc bộ tiếp tục thi đấu ở giải Southern Suburban League.
Biết rằng sân Culvers Park chỉ có thể là một biện pháp tạm thời, thư ký và ủy ban của câu lạc bộ tiếp tục điều tra các phương án thay thế. Cuối cùng, một khu đất địa phương, được gọi là Shorts Farm, được phát hiện để bán. Trong khi câu lạc bộ chắc chắn không có kinh phí để mua toàn bộ 37 mẫu Anh (150.000 m2) đất, hy vọng rằng họ có thể thương lượng bán riêng 4 mẫu Anh (16.000 m2) để dành làm Đài tưởng niệm chiến tranh và dành riêng thể thao. Sau nhiều lần mua bán phức tạp, Hội đồng quận địa phương đã mua lại đất và câu lạc bộ có thể thuê đất mà họ cần và xây dựng các cơ sở mà họ mong muốn trên đất. Trận đấu mở màn trên mặt đất diễn ra vào ngày 1 tháng 1 năm 1921 với Thornville ở Sutton Hospital Charity Cup.

Colston Avenue chụp năm 2007

Dần dần những cải tiến đã được thực hiện trên sân. Năm 1926, một khán đài được mua lại từ Trường đua ngựa Epsom Downs, được tháo dỡ, di chuyển và xây dựng lại trên mặt đất để cung cấp chỗ ngồi cần thiết. Công trình này vẫn tồn tại cho đến khi nó cuối cùng bị đánh sập bởi gales vào tháng 3 năm 1968. Dần dần mỗi bên được chuyển đổi từ bãi cỏ sang bậc thang (công trình này cuối cùng được hoàn thành vào năm 1991) và nhiều văn phòng, phòng thay đồ, lớp phủ cho sân thượng và một câu lạc bộ và phòng chức năng đã được được thêm vào trang web. Hệ thống đèn pha được bổ sung vào năm 1967 và một khán đài mới được xây dựng vào năm 1972 và mở rộng vào năm 1996. Rất nhiều công trình kiến trúc này đã bị phá hủy trong một cuộc tấn công đốt phá vào năm 2000 làm sập nhà câu lạc bộ, một hội quán 'tạm thời' mới đã được xây dựng từ năm 2000.
Vào tháng 8 năm 2003, câu lạc bộ đã đệ trình kế hoạch xây dựng lại sân vận động hiện tại trị giá 12 triệu bảng Anh để bao gồm các cơ sở cộng đồng bổ sung. Mục đích là để tăng mức độ sử dụng trang web để cho phép câu lạc bộ tự tài trợ. Cư dân địa phương phản đối đề xuất tăng cường sử dụng và do số lượng cư dân địa phương phản đối việc mở rộng, câu lạc bộ đã rút đơn xin phép quy hoạch.
Vào năm 2015, Carshalton Athletic đã thay thế sân cỏ của họ bằng một sân nhân tạo, 3G, sau khi giành được sự cho phép quy hoạch từ trước.
Năm 2018, Carshalton Athletic đã tổ chức một số trận đấu trong 2018 CONIFA World Football Cup.

## Carshalton Athletic Ladies
Carshalton Athletic Ladies được thành lập vào năm 2011 và từ đó đã mở rộng đến nay bao gồm một đội dự bị, cùng với một số đội nữ từ dưới 10 tuổi đến dưới 16 tuổi. Mục tiêu dài hạn bao gồm đưa những người chơi thông qua Đội nữ được thành lập vào phần Nữ, sử dụng Học viện bóng đá nữ Carshalton Athletic FC tại Trường Trung học Stanley Park, Carshalton.
Đội một của Nữ thi đấu các trận đấu trên sân nhà tại Colston Avenue, cùng sân với đội đầu tiên của nam. Họ được quản lý bởi Harrison Williams, với Paul Williams và Joanna Goodwin, được bổ nhiệm lần lượt Trợ lý huấn luyện viên và Huấn luyện viên cho mùa giải 2017/18.
Đội một thi đấu tại London and South East Regional Women's League, Premier Division. Những chiến tích gần đây bao gồm đội một giành được John Greenacre Memorial Trophy trong mùa giải 2012/13, đã giành được chiếc cúp đầu tiên của Nữ trong vòng hai năm kể từ khi đội này tồn tại. Trong cùng mùa giải, Đội Một đã về nhì tại London and South East Regional Women's League, Division One (London).

## Carshalton Athletic Pan Disability Squad
Carshalton Athletic Pan Disability Squad được thành lập như một liên doanh giữa câu lạc bộ và Surrey FA vào năm 2013. Các buổi huấn luyện miễn phí kéo dài 1 giờ đồng hồ do Lee Atkinson (huấn luyện viên Phát triển & Người khuyết tật của câu lạc bộ) tổ chức trong thời gian 10 tuần để cung cấp bóng đá cho Người lớn (16+) bị Khuyết tật Học tập. Số lượng người tham dự tăng lên mỗi tuần vào cuối giai đoạn 10 tuần, khóa đào tạo tiếp tục với những gì bây giờ là một 'đội' cầu thủ. Đội hình vẫn do Lee quản lý và hiện có 18 cầu thủ tham dự cho 2 đội đều chơi ở giải bóng đá Surrey cho mọi người ở Premier League với các đội như Chelsea, Fulham và Hampton & Richmond.
Hai cầu thủ đã thi đấu cho Đội LD u19 của Anh và một người tiếp tục chơi cho Chelsea Cerebral Palsy CoE.
Đội bóng đã trải qua thành công ở cả giải đấu và cúp khi đứng thứ 3 tại Premier League trong mùa giải đầu tiên mặc dù đã bước vào nửa mùa giải. Và, sau đó vô địch Premier League trong cả hai mùa giải 2014/15 & 2015/16. Thành công về cúp giúp họ lọt vào bán kết Ryman Disability Cup và giành được huy chương đồng hạng 3 tại Regional Disability Cup cả ở mùa giải 2014/15. Các đội đang xếp thứ 2 và 3 tại Premier League 2016/17.

## Cầu thủ

### Đội hình hiện tại
Tính đến 16 tháng 11 năm 2019
Ghi chú: Quốc kỳ chỉ đội tuyển quốc gia được xác định rõ trong điều lệ tư cách FIFA. Các cầu thủ có thể giữ hơn một quốc tịch ngoài FIFA.
| Số | VT | Quốc gia | Cầu thủ               |
| -- | -- | -------- | --------------------- |
| —  | TM | Anh      | Dario Centenera Pérez |
| —  | TM | Albania  | Kleton Perntreou      |
| —  | HV | Anh      | Jordan Cheadle        |
| —  | HV | Anh      | Danny Dudley          |
| —  | HV | Anh      | Paris Hamilton-Downes |
| —  | HV | Đức      | Lennart Hein          |
| —  | HV | Anh      | Michael Kamara        |
| —  | HV | Ghana    | Danny Pappoe          |
| —  | HV | Anh      | Bobby Price           |
| —  | HV | Anh      | Luke Read             |

| Số | VT | Quốc gia | Cầu thủ                                 |
| -- | -- | -------- | --------------------------------------- |
| —  | TV | Nigeria  | Peter Adeniyi (cầu thủ-huấn luyện viên) |
| —  | TV | Anh      | Ernold Haxhiu                           |
| —  | TV | Anh      | Kershaney Samuels                       |
| —  | TV | Anh      | Alejandro Vega Vacondio                 |
| —  | TĐ | Anh      | Jeremiah Amoo                           |
| —  | TĐ | Anh      | Tommy Bradford                          |
| —  | TĐ | Anh      | Ricky Korboa                            |
| —  | TĐ | Gambia   | Omar Koroma                             |
| —  | TĐ | Anh      | Harry Ottaway                           |
| —  | TĐ | Anh      | Christie Pattison                       |

## Cựu cầu thủ và nhân viên
Bản mẫu:Main Thể loại
Bản mẫu:Main Thể loại

## Kỉ lục câu lạc bộ kể từ năm 1945
- Kỉ lục số khán giả: 7,800 v Wimbledon - London Senior Cup - tháng 1 năm 1959 thắng 2-1
- Số bàn thắng sự nghiệp: Lee Barnett - 1 bàn trong 7 mùa giải
- Phí chuyển nhượng cao nhất phải trả: 5.000 bảng cho Junior Haynes từ Sutton United năm 1998
- Phí chuyển nhượng cao nhất nhận được: 40.000 bảng cho Ian Cox từ Crystal Palace năm 1994
- Trận thắng đậm nhất: 13-0 v Worthing - Vòng 3 Loctite Cup - tháng 2 năm 1991
- Trận thua đậm nhất: 11-0 v Southall - Athenian Premier - tháng 4 năm 1963

## Club honours
- Isthmian League
  - Vô địch South Division 2017-2018[17]
  - Vô địch Division One 2002-03[18]
- Corinthian League
  - Vô địch 1952-53, 1953-54[18]
- London Challenge Cup
  - Vô địch 1990-91
- Surrey Senior Cup[19]
  - Vô địch 1988-89, 1989-90, 1991-92
  - Á quân (5): 1957-58, 1992-93, 1994-95, 1996-97, 1998-99
- Surrey Senior Shield[20]
  - Vô địch 1976-77
  - Á quân 1954-55
- Southern Combination Cup
  - Vô địch 1959-60
- Surrey Intermediate Cup:[21]
  - Vô địch (2): 1921-22, 1931-32
- Surrey Junior Cup:[22]
  - Á quân (1): 1919-20
- Surrey Lower Junior Cup:[23]
  - Á quân (3): 1910-11, 1937-38, 1938-39